# Zoran Đinđić
Zoran Ðinđić, cyr. Зоран Ђинђић (ur. 1 sierpnia 1952 w Bosanskim Šamacu, zm. 12 marca 2003 w Belgradzie) – serbski polityk, filozof i nauczyciel akademicki, współzałożyciel i od 1994 do 2003 lider Partii Demokratycznej (DS), w 1997 burmistrz Belgradu, w latach 2001–2003 premier Serbii. Zginął w zamachu.

## Życiorys
Ukończył szkołę średnią w Belgradzie, a następnie filozofię na Uniwersytecie w Belgradzie. Brał udział w antykomunistycznych protestach studenckich, za co został tymczasowo aresztowany, a w 1974 skazany na karę 1 roku pozbawienia wolności. Został zwolniony po kilku miesiącach wraz z innymi studentami na skutek nacisków międzynarodowych. W 1977 umożliwiono mu wyjazd do Niemiec Zachodnich, gdzie w 1979 doktoryzował się z filozofii na Universität Konstanz. Pracował w Niemczech w różnych instytutach badawczych i na uniwersytetach, zajmował się również tłumaczeniami. Powrócił do Jugosławii w 1989, otrzymując posadę profesora filozofii na Uniwersytecie w Nowym Sadzie.
11 grudnia 1989 znalazł się w gronie 13 intelektualistów, którzy powołali Partię Demokratyczną, nawiązującą do przedwojennego ugrupowania. Po jej formalnym zarejestrowaniu Zoran Đinđić w 1990 objął funkcję przewodniczącego komitetu wykonawczego. W trzech pierwszych wielopartyjnych wyborach w pierwszej połowie lat 90. uzyskiwał mandat deputowanego. W 1994 zastąpił Dragoljuba Mićunovicia na stanowisku przewodniczącego Partii Demokratycznej.
Stał się wówczas jednym z głównym opozycjonistów wobec rządów postkomunistów Slobodana Miloševicia. W 1996 kierowana przez niego DS w koalicji z Demokratyczną Partią Serbii (DSS) Vojislava Koštunicy i innymi opozycyjnymi formacjami zwyciężyła w wyborach lokalnych w kilku większych miastach Serbii. Władza odmawiała uznania wyników wyborów, co doprowadziło do masowych skutecznych protestów. Zoran Đinđić w lutym 1997 objął urząd burmistrza Belgradu. W tym samym roku jego DS i DSS zbojkotowały wybory parlamentarne. Doszło jednocześnie do sporów w opozycji, dotychczasowy sojusznik Serbski Ruch Odnowy wsparł we wrześniu 1997 odwołanie Zorana Đinđicia z urzędu burmistrza.
W 1999 podczas konfliktu w Kosowie i natowskich nalotów zignorował powołanie do wojska, wyjechał do Czarnogóry, motywując to otrzymywanymi pogróżkami. W 2000 współtworzył Demokratyczną Opozycję Serbii, w której Partia Demokratyczna stała się jednym z dwóch głównych ugrupowań. Wspierany przez DOS Vojislav Koštunica w wyborach na urząd prezydenta Jugosławii w tym samym roku pokonał Slobodana Miloševicia. Zoran Đinđić stał się jednym z liderów masowych protestów w całym kraju, gdy kontrolowana przez władze komisja wyborcza odmówiła uznania tych wyników. W konsekwencji doszło do obalenia Slobodana Miloševicia, a następnie zwycięstwa DOS w wyborach parlamentarnych z 23 grudnia 2000. Zoran Đinđić powrócił wówczas do parlamentu, a 25 stycznia 2001 stanął na czele wielopartyjnego rządu.
W trakcie jego urzędowania doszło do przekształcenia Federalnej Republiki Jugosławii w federację Serbii i Czarnogóry. W 2001 doprowadził do wydania Slobodana Miloševicia Międzynarodowemu Trybunałowi Karnemu dla byłej Jugosławii. Dochodziło jednocześnie do konfliktów politycznych z Vojislavem Koštunicą, na skutek których DSS została wykluczona z DOS.
Zginął 12 marca 2003 w Belgradzie w zamachu. Został zastrzelony przez snajpera Zvezdana Jovanovicia, wywodzącego się z jednostek specjalnych. Zamach zorganizowali przedstawiciele służb specjalnych Jedinica za specijalne operacije i przestępczego klanu z Zemunu, dowodzeni przez Milorada Ulemka.
Był żonaty z Ružicą Đinđić, miał dwoje dzieci.
W 2015 pośmiertnie odznaczony Orderem Czarnogórskiej Wielkiej Gwiazdy.